# Resana
Resana is een gemeente in de Italiaanse provincie Treviso (regio Veneto) en telt 8186 inwoners (31-12-2004). De oppervlakte bedraagt 25,0 km², de bevolkingsdichtheid is 327 inwoners per km².
De volgende frazioni maken deel uit van de gemeente: Castelminio.

## Demografie
Resana telt ongeveer 3059 huishoudens. Het aantal inwoners steeg in de periode 1991-2001 met 16,9% volgens cijfers uit de tienjaarlijkse volkstellingen van ISTAT.
| Jaar | Inwoneraantal |
| ---- | ------------- |
| 1991 | 6410          |
| 2001 | 7491          |

## Geografie
Resana grenst aan de volgende gemeenten: Castelfranco Veneto, Loreggia (PD), Piombino Dese (PD), Vedelago.